# 強壯深水鬚鳚
強壯深水鬚鳚，为輻鰭魚綱鼬魚目鼬魚科的其中一種，分布於大西洋區，包括地中海、法國、古巴、阿根廷及巴西等海域，屬深海魚類，不具有經濟價值。